# Johann Heinrich Rolle

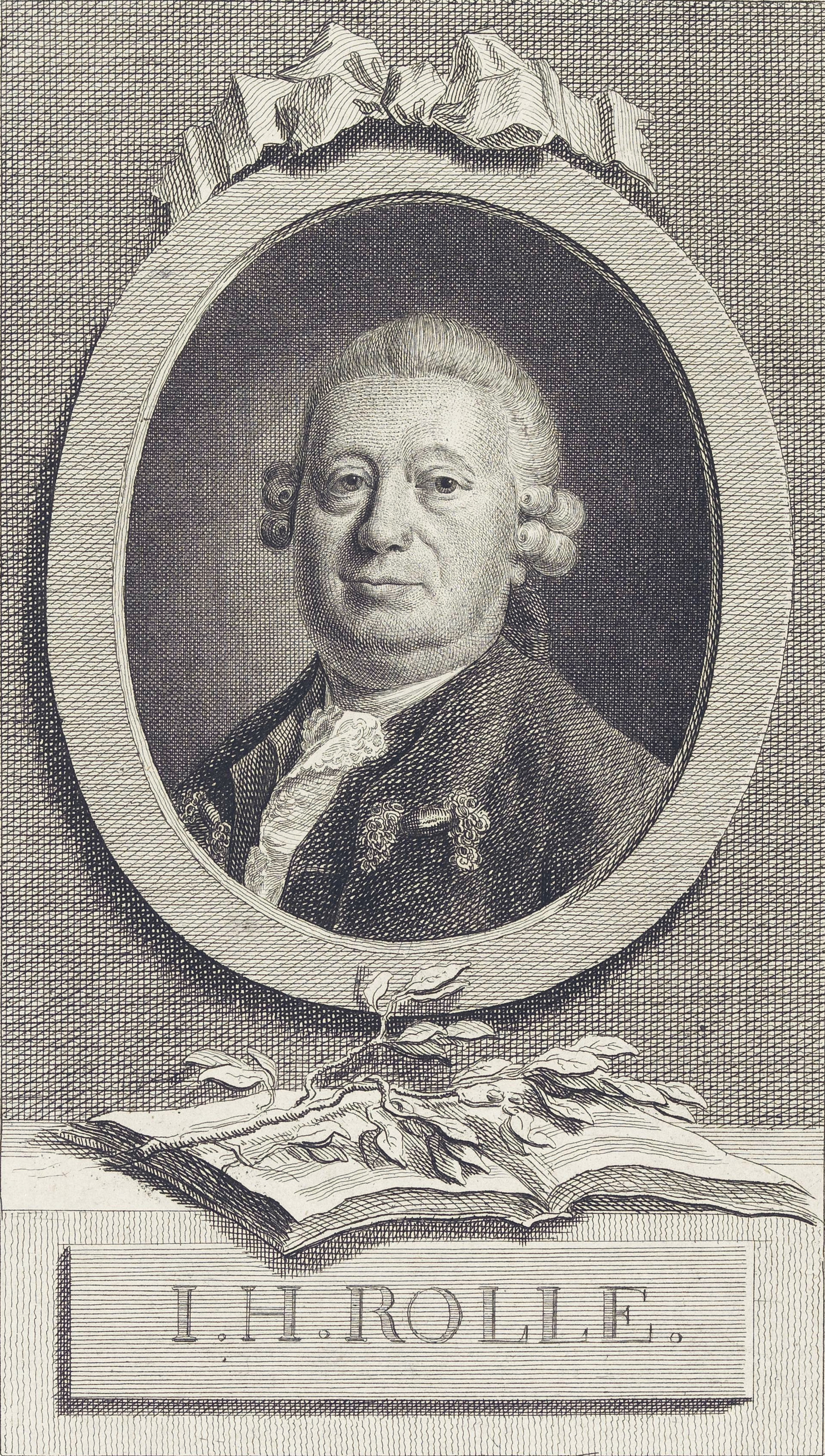
Johann Heinrich Rolle

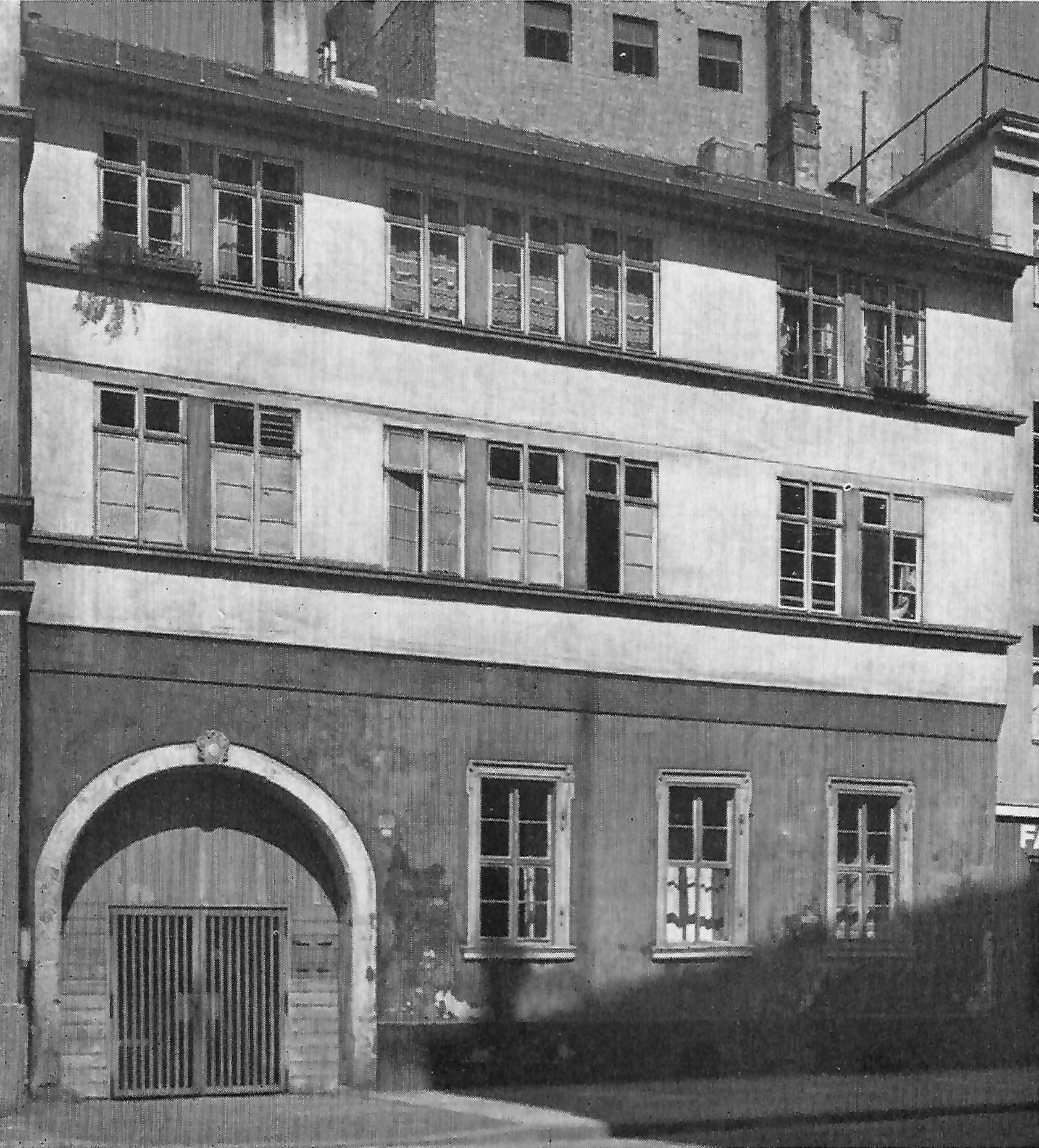
Wohn- und Sterbehaus Rolles in Magdeburg, Johannisfahrtstraße 16, in den 1930er Jahren

Johann Heinrich Rolle (* 23. Dezember 1716 in Quedlinburg; † 29. Dezember 1785 in Magdeburg) war ein deutscher Komponist und Musikpädagoge.

## Leben
Rolle wurde als Sohn des späteren Kantors am Magdeburger altstädtischen Gymnasium Christian Friedrich Rolle im Kantorenhaus Marktkirchhof 16 in Quedlinburg geboren. Der Vater übernahm die Ausbildung seines musikalisch begabten Sohnes. 1722 siedelte die Familie nach Magdeburg über.
Im Jahre 1734 erhielt Rolle eine Stelle als Organist an der Magdeburger Kirche St. Petri, die er bis 1737 wahrnahm. Dann ging Rolle nach Leipzig, um Jura zu studieren. Anschließend zog er nach Berlin, wo er für kurze Zeit als Justitiar arbeitete. Im Jahr 1741 erhielt er eine Anstellung in der Kapelle Friedrichs II., zunächst als Violinist, dann als Bratschist. 1746 kehrte er als Organist in der Sankt-Johannis-Kirche nach Magdeburg zurück. 1752 wurde er der Nachfolger seines Vaters als Kantor des Gymnasiums.
Rolle übernahm auch die Funktion eines städtischen Musikdirektors. In dieser Position wirkte er im Sinne der Aufklärung. Es gelang ihm, dass Magdeburg ab 1764, als eine der ersten deutschen Städte ohne Residenz, Konzerte durchführte, die überregionale Bedeutung entfalteten.
Johann Heinrich Rolle heiratete im Jahre 1758 Rahel Christiana Jacobi, die Tochter eines Hamburger Kaufmanns. Aus der Ehe gingen vier Kinder hervor. Er lebte im Haus Johannisfahrtstraße 16 in Magdeburg, wo er auch verstarb.
Rolle gehörte der von Johann Wilhelm Ludwig Gleim gegründeten sogenannten Mittwochsgesellschaft an. Er pflegte hier Kontakt mit Heinrich Rathmann, Friedrich von Koepcken, Johann Bernhard Basedow, Johann Samuel Patzke, Friedrich Gabriel Resewitz, Gottfried Benedict Funk und Gotthilf Sebastian Rötger.
Seine Kompositionen stehen in der Tradition des Barock, sind jedoch bereits vom Übergang des Hochbarock hin zum sogenannten galanten Stil des Rokoko geprägt. Rolle hinterließ eine Vielzahl von Werken, die auch heute noch gespielt werden. Zu acht Werken stammen die Texte von Johann Samuel Patzke, bei vier Werken wurden die Texte von August Hermann Niemeyer geschrieben.

## Ehrungen

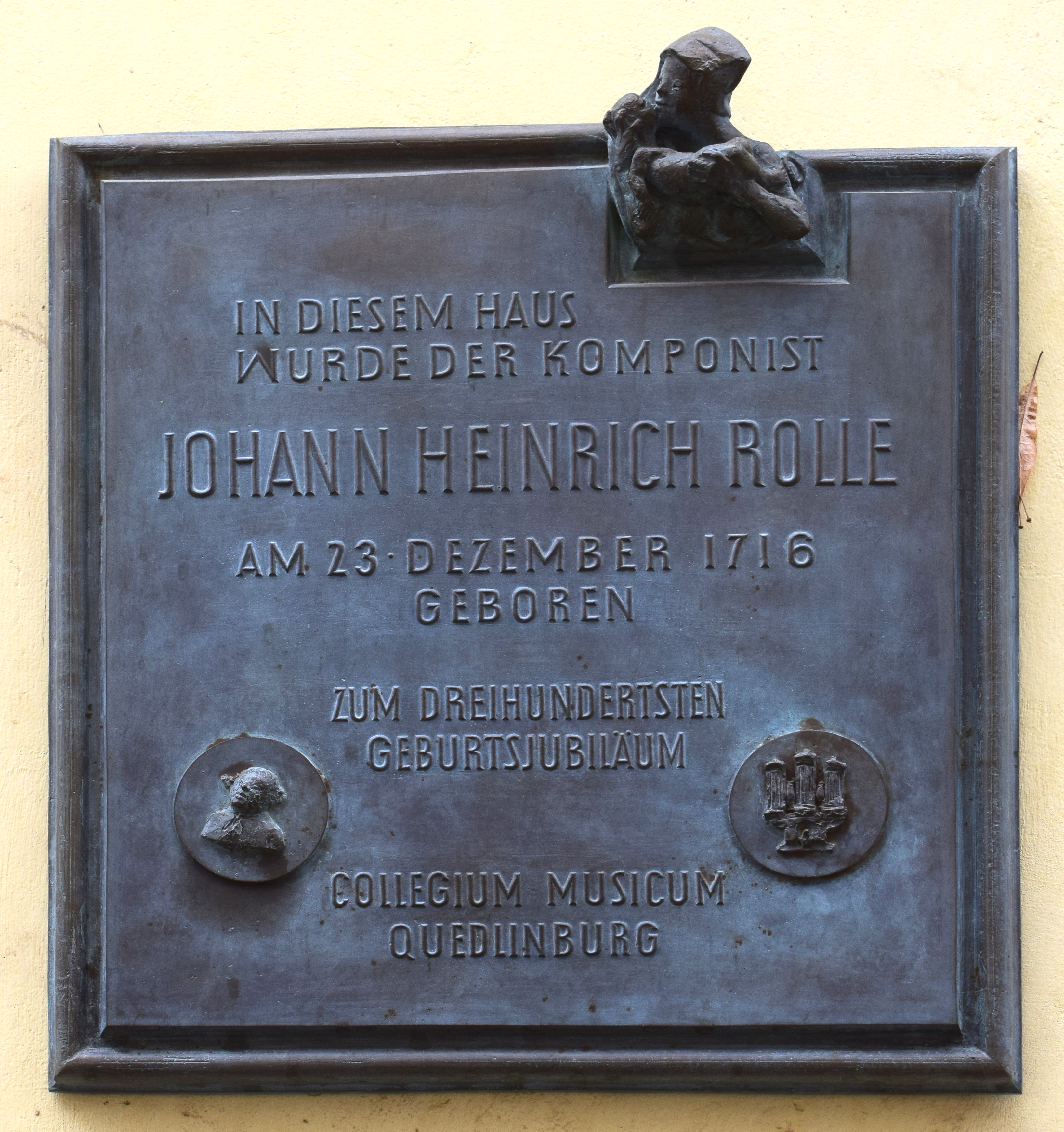
Gedenktafel am Geburtshaus Rolles in Quedlinburg

Die Stadt Magdeburg hat ihm zu Ehren eine Straße als Rollestraße benannt. In Quedlinburg trägt die Musikschule seinen Namen.

## Werke
Motetten
- Kommet, kommet, lasset uns anbeten
- Der Friede Gottes
- Gnädig und barmherzig
- Unsere Seele harret auf den Herrn
- Schaff in mir, Gott, ein reines Herz (Psalm 51)

Kantaten, Musikalische Dramen und Oratorien
- Abraham auf Moria
- Thirza und ihre Söhne.
- Die Befreiung Israels
- Gedor, oder: Das Erwachen zum besseren Leben. Libretto von Karl Friedrich Wilhelm Herrosee[2]
- Die Opferung Isaacs
- Jacobs Ankunft in Ägypten
- Lazarus
- Man singt mit Freuden vom Sieg
- Siehe, der Herr ging vorüber
- Oratorium auf Weihnachten
- Passionsoratorium
- Lukas-Passion (1744)
- Matthäus-Passion (1748)
- Der Tod ist verschlungen in den Sieg
- Machet die Tore weit
- Der Tod Abels
- Wunderbarer König
- Der leidende Jesus
- Auf, preiset Gott mit vollen Chören

Lieder
- Sammlung geistlicher Lieder für Liebhaber eines ungekünstelten Gesangs und leichter Clavierbegleitung (1775)
- Sechzig auserlesene Gesänge über die Werke Gottes in der Natur (1775)

Instrumentalwerke
- 6 Triosonaten für Violine und Cembalo
- verschiedene Sinfonien

Werke für Tasteninstrumente
- Claviersolo Es-Dur
- Claviersonate G-Dur (beide aus der Sammlung „Musikalisches Allerley“ 1762/1763)
- Concerto Solo B-Dur
- Solo es-moll

## Einspielungen (Auswahl)
- Matthäus-Passion. Ana-Marija Brkic (Sopran), Sophie Harmsen (Alt), Georg Poplutz (Tenor), Thilo Dahlmann, Raimonds Spogis (Bass), Die Kölner Akademie, Michael Alexander Willens. CPO / Deutschlandfunk, 2015.
- Motetten. Gesamteinspielung Vol. I & II, Kammerchor Michaelstein, Sebastian Göring. CPO, 2014.
- Oratorium auf Weihnachten. Gundula Anders (Sopran), Dorothee Mields (Sopran), Britta Schwarz (Alt), Wilfried Jochens (Tenor), Dirk Schmidt (Bass), Kammerchor Michaelstein, Telemann-Kammerorchester Michaelstein,  Ludger Rémy. CPO, 1997.